# راندي روزاريو
راندي روزاريو هو لاعب محترف لكرة القاعدة ‏ دومينيكاني، ولد في 18 مايو 1994 في ناغوا في جمهورية الدومينيكان.

## وصلات خارجية
- راندي روزاريو على موقع دوري كرة القاعدة الرئيسي (الإنجليزية)
- راندي روزاريو على موقع الدوري الياباني لكرة القاعدة (الإنجليزية)
- راندي روزاريو على موقعبيزبول رفرنس.كوم (الدوري الرئيسي) (الإنجليزية)
- راندي روزاريو على موقعبيزبول رفرنس.كوم (الدوري الثانوي) (الإنجليزية)